# Radulinopsis taranetzi
Radulinopsis taranetzi is een straalvinnige vissensoort uit de familie van donderpadden (Cottidae). De wetenschappelijke naam van de soort is voor het eerst geldig gepubliceerd in 2001 door Yabe & Maruyama.